# Rio Grămăticu
O Rio Grămăticu é um rio da Romênia, afluente do Buzău, localizado no distrito de Buzău.